# Certificado de tipo

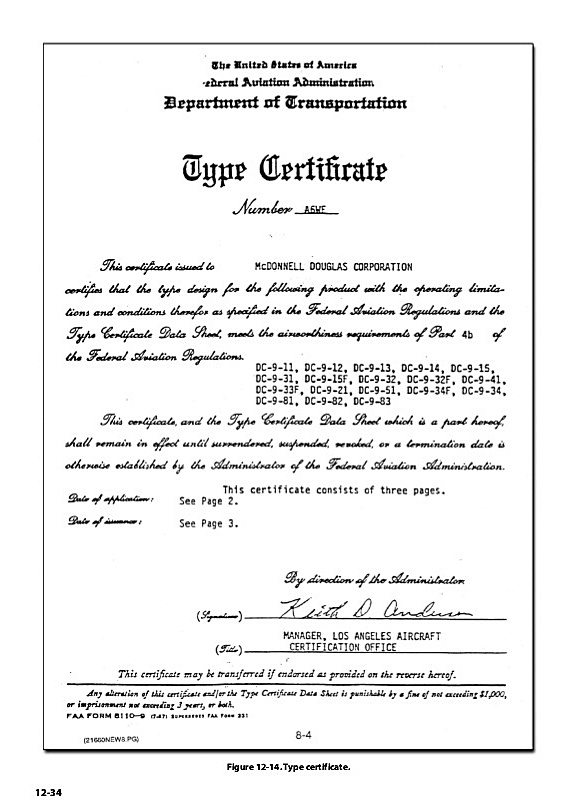
Um exemplo de certificado de tipo emitido pela FAA para o DC-9

Um certificado de tipo (CT) (em inglês:  type certificate - TC) é um documento emitido que garante a aeronavegabilidade de uma categoria em particular de uma aeronave, de acordo com o projeto de fabricação (projeto tipo). Ele confirma que a aeronave de um novo modelo que galga a produção em massa está conforme com os requerimentos aplicáveis de aeronavegabilidade estabelecidos pelo direito aéreo nacional.
Para aeronaves com até três assentos, é emitida uma certificação para aeronave de categoria primária, com custos rondando entre US$ 1 milhão, US$ 25 milhões para uma aeronave da aviação geral e centenas de milhões de dólares para um avião comercial; atrasos na certificação podem custar milhões de dólares e pode decidir a lucratividade de um determinado programa.

## Autoridade
Um certificado de tipo é emitido para garantir a aeronavegabilidade de um projeto aprovado ou "tipo" de uma aeronave a ser fabricado. O CT é emitido por uma autoridade reguladora (como a ANAC no Brasil) e, uma vez emitido, o projeto não pode ser alterado a menos que uma parte do processo de certificação seja repetido para verificar tais alterações. O CT reflete uma determinação feita pela autoridade reguladora de que o tipo está em concordância com os requisitos de aeronavegabilidade. Outros exemplos de autoridades reguladoras incluem: Federal Aviation Administration (FAA) e a Agência Europeia para a Segurança da Aviação (AESA ou EASA).
Quando as alterações são necessárias para uma aeronave ou equipamento nela instalado, existem duas opções. Uma é iniciar a modificação através do detentor do projeto tipo (fabricante) e o outro é solicitar a um terceiro um certificado suplementar de tipo - CST (em inglês:  Supplemental type certificate - STC). A escolha é determinada ao considerar se as mudanças constituem ou não um novo projeto (ex. introduz riscos não considerados no primeiro projeto). Sendo assim, o detentor do projeto tipo deve desenvolver e aprovar uma modificação ao projeto tipo. Se a autoridade reguladora concordar que a mudança não introduz novos riscos, a opção do CST é viável. Um CST é mais barato pelo fato de que a alteração pode ser desenvolvida por uma organização especializada, que normalmente é mais flexível e efetivo que o fabricante original. O CST define a alteração no produto, alega como a modificação afeta o projeto existente e lista os números de série das aeronaves afetadas. Ele também identifica a base de certificação para o cumprimento regulatório para a alteração no projeto.
O CT implica que a aeronave sendo fabricada conforme o projeto aprovado pode receber um certificado de aeronavegabilidade. Para cumprir estes requisitos, a aeronave e cada subparte deve também ser aprovada. Por exemplo, nos Estados Unidos, estas subpartes devem cumprir os requisitos conforme uma ordem de padrões técnicos, denominada Technical Standards Order (TSO). Para cumprir estes requisitos, os documentos do projeto são examinados quanto a seu cumprimento com os padrões de desempenho operacionais mínimos, chamados de Minimum Operating Performance Standards (MOPS) para aquela subparte. Os MOPS são publicados por grupos especialistas da indústria, tais como: RTCA Inc., EUROCAE e SAE. 
Quando as aeronaves são produzidas para cumprir um determinado CT, não é necessário que cada uma seja testada de forma tão rigorosa em sua produção, mas os requisitos demonstrados no CT são verificados quando a aeronave recebe um certificado de aeronavegabilidade (CA). Um CA é emitido para cada aeronave que está devidamente registrada e conforme com seu projeto tipo, pronta para uma operação segura. O CA é válido para a aeronave enquanto for mantida em acordo com as regras emitidas pela autoridade reguladora.

## História

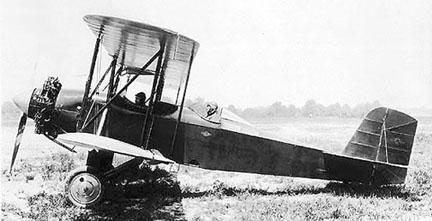
O Buhl-Verville CA-3 Airster, primeira aeronave que possuiu um certificado de tipo

O conceito de um "certificado de tipo" foi introduzido pelo Regulamento de Navegação Aérea (em inglês:  Air Navigation Regulations) publicado em maio de 1919 por um dos primeiros Secretários do Estado para o Ar do Reino Unido, Winston Churchill.
O Buhl-Verville CA-3 Airster foi o primeiro avião a receber um certificado de tipo nos Estados Unidos, emitido pelo braço aeronáutico do Departamento de Comércio dos Estados Unidos em 29 de março de 1927.

## Certificação de tipo de aeronaves

### Protótipo

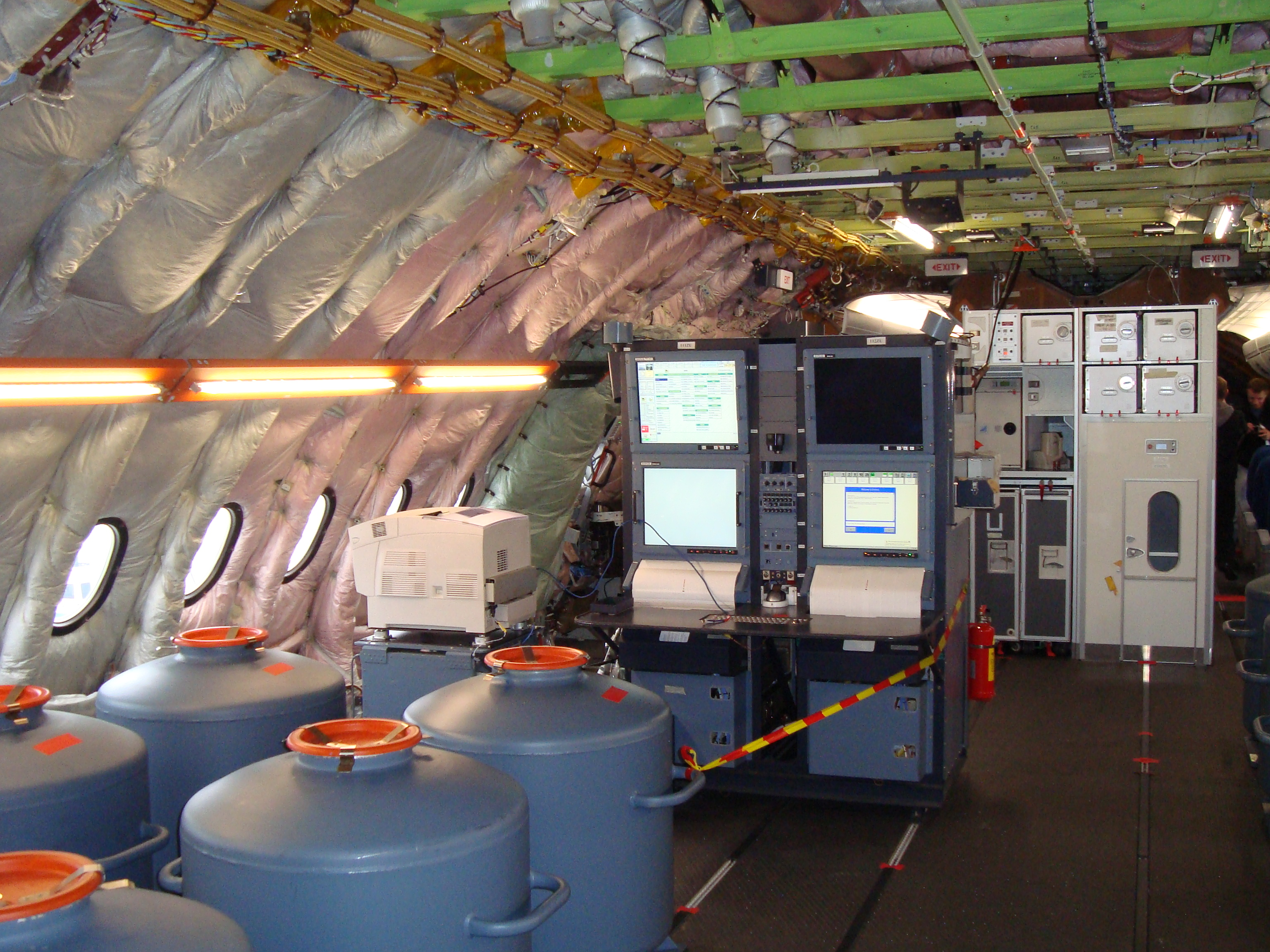
Equipamento de teste a bordo de um protótipo do Airbus A380 para a certificação de testes em voo

Inicialmente, a organização que desenvolveu o projeto envia documentos ao corpo regulatório de aviação local, detalhando como o modelo proposto cumprirá os requisitos de aeronavegabilidade. Após algumas investigações pelo órgão regulador, a aprovação final de tais documentos (após os comentários e emendas para cumprir as leis), torna-se a base para a certificação. A empresa apresenta então um cronograma das ações requeridas para os testes de certificação. Durante uma certificação, os regulamentos aplicados são normalmente "congelados" por um determinado período para evitar uma situação na qual o aplicante tenha que alterar o projeto como resultado da alteração de um regulamento.
Um modelo inicial, conhecido como protótipo, é construído. Isto trata-se não só da aeronave, mas como do motor e/ou da(s) hélice(s), conforme aplicável. Para o propósito de ilustração, a discussão será limitada apenas à aeronave. Normalmente, alguns protótipos são construídos, cada um sujeito a diferentes testes. Os protótipos são primeiro testados em solo e tem seus sistemas testados. Um dos protótipos (conhecido como "protótipo estático") é sujeito a testes destrutivos, como por exemplo, ser condicionado a forças além de suas operações normais e anormais, até que seja destruído. Os resultados dos testes são comparados com os cálculos inicialmente enviados para estabelecer a força estrutural real. 
Outros protótipos passarão por testes em seus sistemas, até que satisfaça aos órgãos reguladores. Com todos os testes em solo concluídos, os protótipos estão prontos para testes em voo. Os voos de testes são normalmente conduzidos por pilotos de teste aprovados que irão voar com os protótipos para estabelecer os limites de voo reais, que devem ser mantidos para cumprir com os regulamentos de aeronavegabilidade. Se um avião comercial de longo alcance é testado, os voos de teste podem ser realizados por todo o mundo. Os testes também podem ser aplicados em diferentes ambientes - alta e baixa altitude, climas frios ou quentes, para confirmar o desempenho adequado em todo o envelope operacional da aeronave.
Em paralelo com os testes da aeronave, a empresa aplicante também desenvolve um programa de manutenção para manter a aeronavegabilidade continuada após a aprovação do projeto. O programa é desenhado com dados dos resultados dos testes e também de departamentos de engenharia dos primeiros clientes. O programa de manutenção proposto é enviado aos órgãos reguladores para revisão e aprovação. 
Após a conclusão bem-sucedida dos testes em solo e de voo, em conjunto com um programa de manutenção aprovado, o protótipo é aprovado, e a empresa recebe o CT para o protótipo (entendido também que deve incluir todos os equipamentos para sua missão proposta). O termo legal para a empresa agora é "detentor de certificado de tipo". Subsequentemente, o protótipo agora serve como modelo para a produção em massa, de forma que as aeronaves seguintes sejam idênticas ao protótipo, seguindo as especificações do CT, recebendo assim um número de série. 

### Aeronavegabilidade continuada

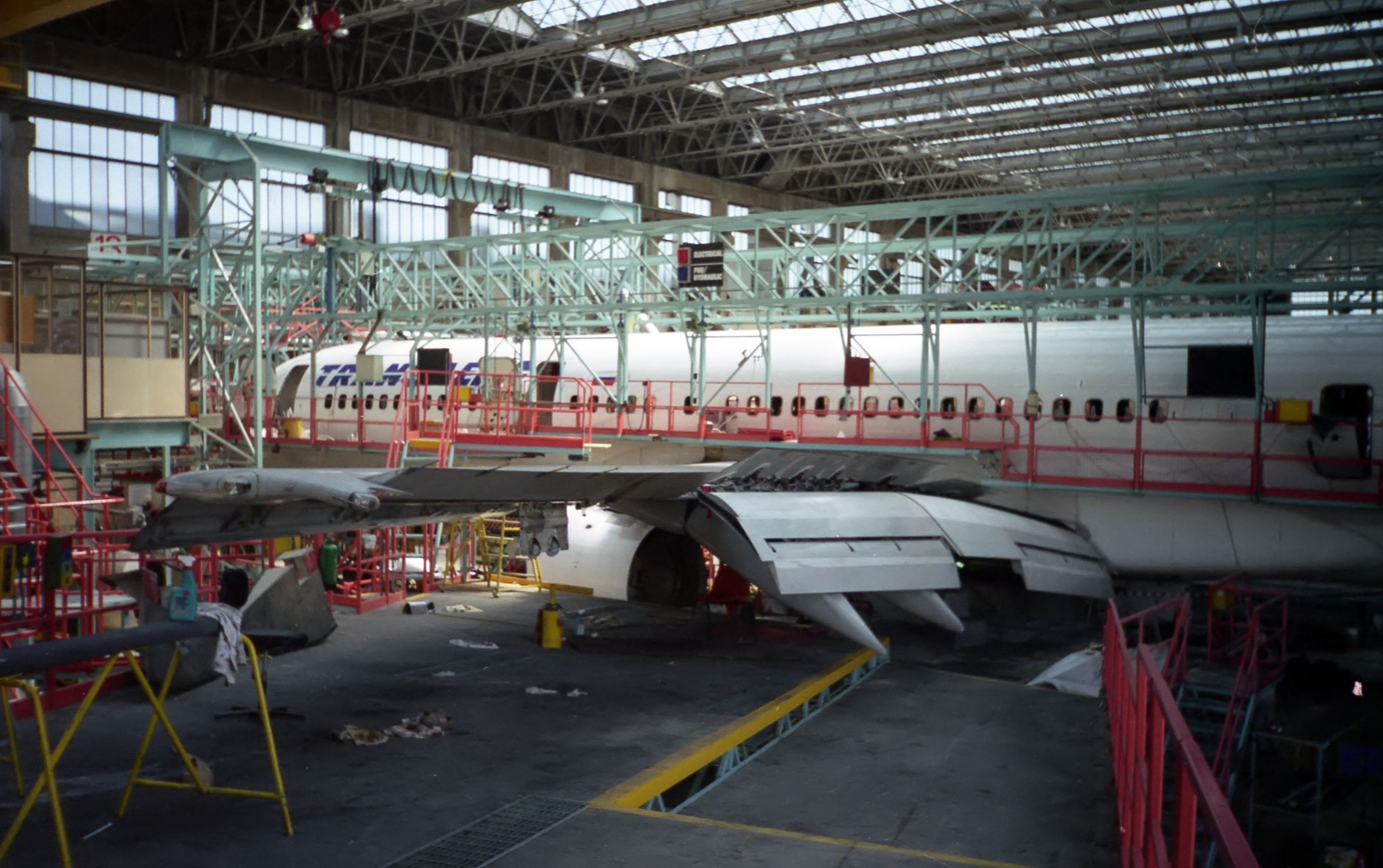
Boeing 757 da Transaero passando por uma manutenção "Check-C" na base de manutenção da British Airways Engineering (1996)

Quando uma aeronave entra em serviço, está sujeita a desgaste operacional, o que pode causar degradações em seu desempenho. O conjunto de processos pelo qual uma aeronave, motor, hélice ou peça cumpre com os requisitos de aeronavegabilidade aplicáveis e mantém-se em uma condição de operação segura ao longo de sua vida operacional, é chamado de "aeronavegabilidade continuada". Um programa de manutenção é emitido pelo operador da aeronave e aprovado pelo órgão regulador do estado de registro, a fim de manter a aeronavegabilidade da aeronave do tipo pertencente ao operador. Tarefas de manutenção descritas no programa devem ser programadas e cumpridas a tempo, para que o certificado de aeronavegabilidade de sua aeronave permaneça válido.
Outras atividades de aeronavegabilidade continuada incluem tarefas adicionais associadas com o programa de manutenção e alterações no projeto, a serem cumpridas através de: 
- Diretrizes de aeronavebilidade (DAs)[12]
- Boletins de serviço (BSs)[13]

#### Diretrizes de aeronavegabilidade
Por vezes, durante o serviço, uma aeronave pode encontrar problemas que possam comprometer a segurança da aeronave, que não foram antecipadas ou detectadas nos estágios de teste do protótipo. Desta forma, o projeto é comprometido. Os órgãos reguladores emitem então uma diretriz de aeronavegabilidade (DA) ao detentor do certificado de tipo e para todos os proprietários a nível global. As diretivas normalmente consistem de ações adicionais de manutenção ou de projeto, que são necessárias para manter a aeronavegabilidade da aeronave. O cumprimento e mandatório e, caso um operador não cumpra uma DA, a aeronave então não é mais considerada aeronavegável e a operação de tal aeronave seria ilegal, sujeitando o operador a ações legais pela autoridade de aviação do estado de registro, tornando nulas também quaisquer apólices relacionadas ao modelo. As DAs também podem surgir a partir de alterações dos requisitos legais locais ou globais, como por exemplo, a instalação de portas da cabine de comando blindadas para todos os aviões comerciais após os ataques de 11 de setembro de 2001. 
A autoridade certificadora emite uma DA quando uma condição insegura é encontrada em um produto (aeronave, motor, hélice ou equipamento) de um modelo em particular. As DAs são usadas pela autoridade para notificar os proprietários e operadores do modelo das condições inseguras e a necessidade de correção. As DAs estabelecem condições e limitações, incluindo inspeções, reparos ou alterações pelas quais o produto deve passar para continuar a ser operado.

#### Boletins de serviço
Com a experiência acumulando-se após a aeronave estar em serviço, o detentor do certificado de tipo pode encontrar formas de melhorar seu projeto original, resultando ou em menores custos com manutenção ou com melhor desempenho. Estas melhorias (normalmente envolvendo algumas alterações) são sugeridas através de boletins de serviço aos operadores/proprietários de aeronaves como itens opcionais (com possível custo extra). O operador/proprietário escolhe entre incorporar ou não estes boletins e informam à autoridade reguladora do estado de registro da aeronave. Por vezes, os BSs podem tornar-se mandatórios através de DAs.

### Alterações ao certificado de tipo
É comum que o projeto básico seja melhorado pelo detentor do certificado de tipo. Grandes alterações além da autoridade dos boletins de serviço requerem emendas ao certificado de tipo. Por exemplo, aumentar (ou diminuir) o desempenho em voo de uma aeronave, alcance e capacidade de carga ao alterar seus sistemas, fuselagem, asa ou motores resultando em uma nova variante, pode requerer uma recertificação. Novamente o processo básico da certificação é repetido (incluindo os programas de manutenção). Entretanto, itens não alterados no projeto original não precisam ser testados novamente. Normalmente um ou dois da frota de protótipos originais são refeitos com o novo projeto proposto. Até o ponto em que o novo projeto não desvie muito do original, não se faz necessária a construção de protótipos estáticos. Os novos protótipos resultantes são então novamente submetidos a testes em voo.
Após a conclusão bem-sucedida do programa de certificação, o certificado de tipo original recebe uma emenda para incluir a nova variante (normalmente recebendo um número adicional à designação de tipo original). Alguns exemplos típicos são: Boeing 737 NG (737-600, 737-700, 737-800 e 737-900) que substituiu a família original do 737 (737-100 e 737-200), bem como a família 737 Classic; Há também o Airbus A340-500 e A340-600, que basearam-se no Airbus A340-200 e A340-300.

### Certificado suplementar de tipo (CST)
Quaisquer inclusões, omissões ou alterações ao projeto certificado, seus equipamentos, estrutura e motores, iniciado por outro que não o detentor do certificado de tipo, precisa de um certificado suplementar de tipo (CST) aprovado. O escopo de um CST pode ser extremamente pequeno ou amplo. Pode incluir pequenas modificações em itens da cabine de passageiros ou instrumentos instalados. Modificações maiores podem envolver a troca de motores, como nas modificações da Blackhawk ao Cessna Conquest e Beechcraft King Air, ou ainda uma completa alteração de missão da aeronave, como converter um B-17 or Stearman em uma aeronave agrícola. Os CSTs são aplicados ou pela recusa do detentor do certificado de tipo (frequentemente devido aos valores envolvidos) ou sua inabilidade em cumprir com alguns requisitos de proprietários. OS CSTs são normalmente aplicados em modelos fora de linha para convertê-los para novas tarefas. Antes da emissão do CST, procedimentos similares aos das alterações ao certificado de tipo para novas variantes são realizados, normalmente incluindo testes em voo. Os CSTs pertencem ao detentor do CST e são normalmente mais restritivos que as alterações ao certificado de tipo.

### Validade
O detentor do certificado de tipo mantém-se responsável pela integridade continuada do modelo aprovado e deve continuar a ser o ponto focal para a resolução de problemas que possa requerer uma ação corretiva. isto requer uma capacidade continuada, ou acesso à capacidade, de prover soluções técnicas apropriadas para dificuldades em serviço ou ações corretivas mandatórias. Se o detentor não for mais capaz ou se o CT for transferido para outro detentor, a autoridade reguladora deve tomar as ações apropriadas conforme a legislação nacional. No caso de um CT ser transferido para outro detentor, o novo deve ser capaz de cumprir com as responsabilidades em cumprir as DAs e prover suporte técnico para manter o modelo atualizado com os requisitos de aeronavegabilidade, mesmo que a produção do modelo já tenha cessado, enquanto as aeronaves continuarem sendo utilizadas. OS CSTs também são sujeitos à mesma regra. Quando o detentor decide parar de atender a um determinado modelo sem a transferência para outro detentor, o CST retorna à autoridade reguladora que o emitiu e a frota de aeronaves remanescentes pode permanecer inapta para voo pelos estados de registro da aeronave até que surja uma decisão a respeito da aeronavegabilidade continuada da aeronave em questão. Desta maneira, toda a frota de Concorde ficou inapta a voar quando a Airbus desistiu de manter seu CT. 